# Thomas Neuhoff
Thomas Neuhoff (* 1957 in Bonn) ist ein deutscher Dirigent und Kirchenmusiker.

## Leben
Thomas Neuhoff studierte Evangelische Kirchenmusik sowie Dirigieren an der Kölner Musikhochschule u. a. bei Volker Wangenheim und vertiefte seine musikalischen Kenntnisse u. a. bei John Eliot Gardiner und Helmuth Rilling.
1983 wurde er zum Kantor der Bonner Lukaskirche und Leiter des dort angesiedelten Kirchenchores, der Auerberger Kantorei, berufen und übernahm kurz darauf die Leitung des Philharmonischen Chores der Stadt Bonn. Von 2002 bis 2020 war er zusätzlich Künstlerischer Leiter des Bach-Vereins Köln.
Neben den Standardwerken der Chormusik legt Neuhoff seine musikalischen Schwerpunkte auf die historische Aufführungspraxis der Musik Johann Sebastian Bachs und seiner Zeitgenossen sowie auf die Erarbeitung von Kompositionen des 20. und 21. Jahrhunderts. Einige davon, darunter die Oratorien von Edward Elgar und „Eine Messe des Lebens“ von Frederick Delius, brachte er zur Bonner Erstaufführung; er leitete zudem die Kölner Erstaufführung von Franz Schmidts spätromantischem Oratorium „Das Buch mit sieben Siegeln“.
Ein weiterer Schwerpunkt seiner Arbeit liegt auf Werken der Romantik, insbesondere von Felix Mendelssohn Bartholdy, Robert Schumann, Johannes Brahms und Hugo Wolf. Bei den von ihm konzipierten musikalisch-literarischen Kammermusikreihen im Beethoven-Haus Bonn und im Alten Pfandhaus Köln tritt er als Pianist und Moderator auf.
Zudem führt er seit mehreren Jahren mit großem Engagement in Bonn und Köln viel beachtete Schülerprojekte zur musikalischen Nachwuchsförderung durch, oft mit zeitgeschichtlichem Hintergrund.
Gastspiele führten Neuhoff u. a. an die Pulte des Frankfurter Museumsorchesters, der Brandenburgischen Philharmonie Potsdam, des Slowakischen Kammerorchesters, des City of Oxford Orchestra, zum Jugendfestspieltreffen nach Bayreuth, wo ihm die Leitung des Chor-Workshops übertragen wurde, sowie nach Frankreich, wo er bei dem Festival „La Folle Journée“ mit Ludwig van Beethovens „Missa solemnis“ gastierte. Im Juni 2009 stand er in der Kölner Philharmonie erstmals bei einer Aufführung der Oratorien „A Child of Our Time“ von Michael Tippett und „In Terra Pax“ von Frank Martin am Pult des Gürzenich-Orchesters Köln. Benjamin Brittens „War Requiem“ führte er 2018 mit dem Bundesjugendorchester und dem Chor des Bach-Vereins Köln u. a. in der Berliner Philharmonie und im Nationalen Forum für Musik (Wrocław) auf.
2005 wurde Neuhoff für seine weit über die Köln-Bonner Region hinausstrahlende Arbeit zum Kirchenmusikdirektor (KMD) ernannt.
Im Mai 2016 beendete er seine Leitungstätigkeit beim Philharmonischen Chor der Stadt Bonn, im Sommer 2020 gab er auch die Künstlerische Leitung des Bach-Vereins Köln ab.